# Thursania chiriqualis
Thursania chiriqualis är en fjärilsart som beskrevs av William Schaus 1916. Thursania chiriqualis ingår i släktet Thursania och familjen nattflyn. Inga underarter finns listade i Catalogue of Life.